# Abel Pintos
Abel Federico Pintos (Bahía Blanca, 11 de mayo de 1984) es un cantante, compositor y productor argentino de pop latino. Comenzó su carrera musical a los siete años, tras ser escuchado por Raúl Lavié en un homenaje a José de San Martín realizado en su colegio.

## Carrera musical

### 1997-2001: comienzos

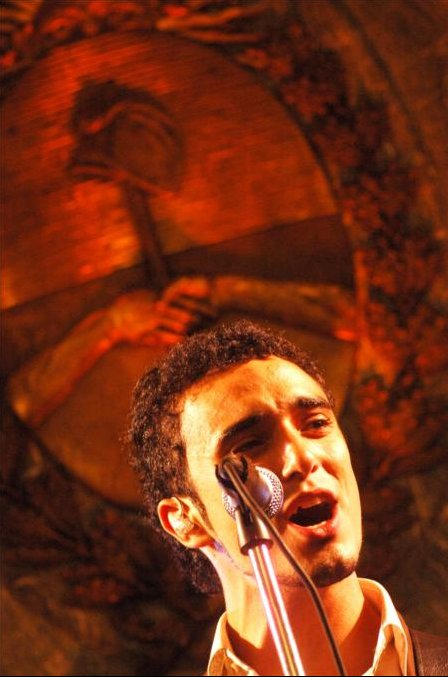
Abel Pintos en un recital en la Casa Rosada

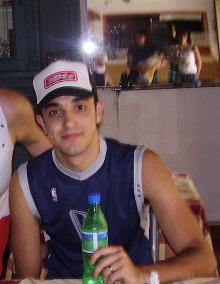
Abel Pintos (2007)

Nació el 11 de mayo de 1984 en la ciudad de Bahía Blanca, Provincia de Buenos Aires, y se crio en la localidad de Ingeniero White, concretamente en el Barrio Vialidad. Sus padres son Raúl Pintos y Susana Marini y sus hermanos Ariel y Andrés.
Fue descubierto a los siete años por el actor y cantante Raúl Lavié, quien había viajado a Bahía Blanca y lo escuchó cantar.
En 1997, presentó su primer álbum musical, Para cantar he nacido. El 25 de enero actuó en el escenario mayor de Cosquín, donde realizó la presentación de su primer disco. Contó con 18 canciones de autores reconocidos como Horacio Banegas, Carlos Carabajal, Peteco Carabajal, entre otros. El 1 de marzo de 1998, asistió al cierre de este espectáculo organizado por la Municipalidad de la Ciudad de Buenos Aires compartiendo escenario con León Gieco.
En 1999, sacó a la venta su segundo trabajo discográfico bajo el nombre de Todos los días un poco y en 2001 dio a conocer su álbum Cosas del corazón compuesto por trece temas.

### 2002-presente: consolidación
En 2004, sacó a la venta Sentidos, cuarto material en su carrera y primero para BMG Music. El disco estuvo compuesto por 12 canciones de las cuales 11 son propias y una de Elpidio Herrera y contenía un dúo con la correntina Teresa Parodi. El primer corte fue «Tu voz». En 2006 volvió a los estudios para realizar un nuevo disco; Reflejo real, el material incluyó temas propios en letra y música. Ganó el premio Carlos Gardel como Mejor Álbum Artista de Folklore. El primer corte de difusión se tituló Quien pudiera.
En 2007, regresó con un nuevo disco, La llave, compuesto por 14 canciones. Tres años después editó Revolución, haciendo un juego de palabras que le dio dos sentidos al título.

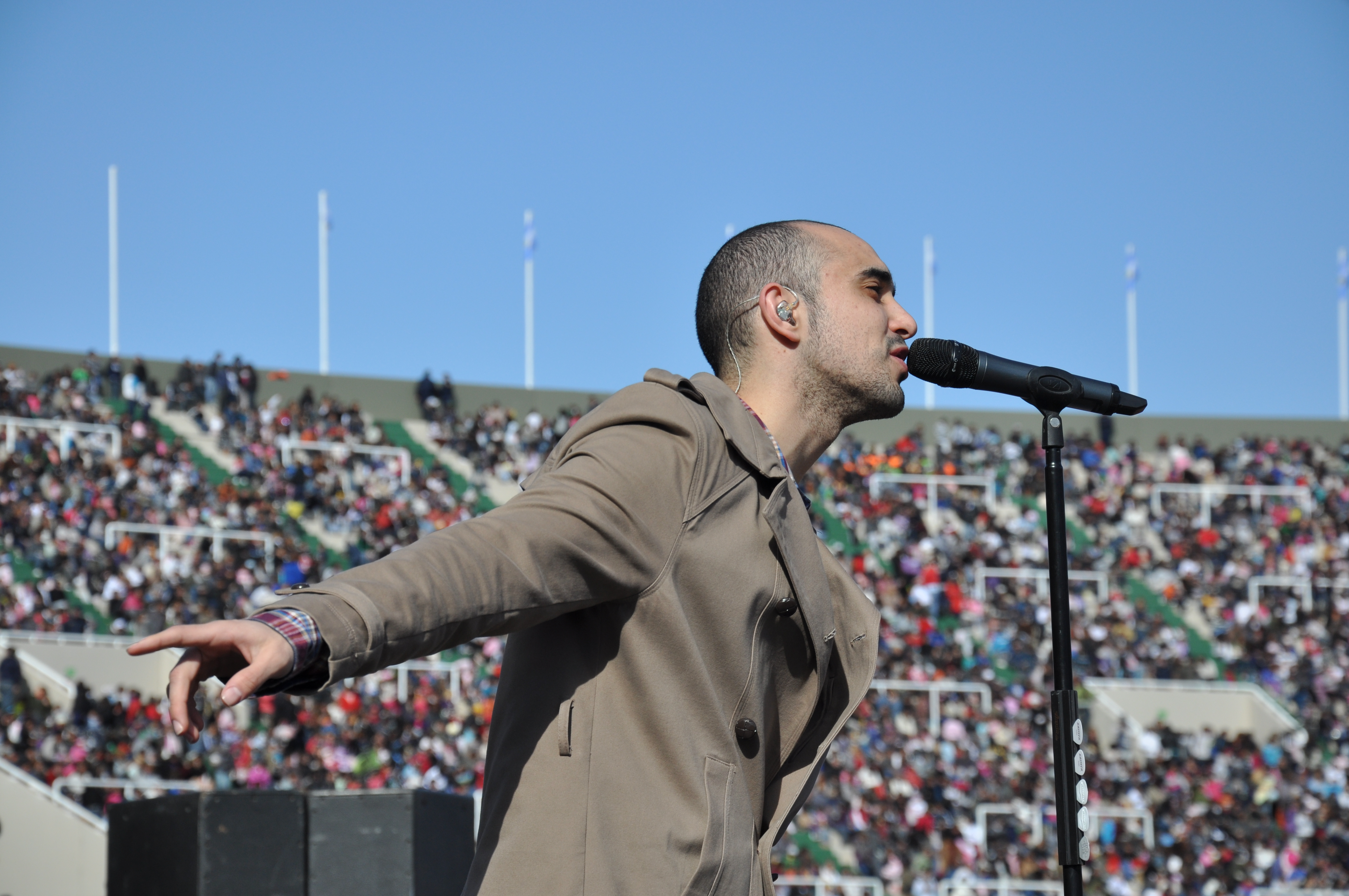
Abel Pintos, 21 de agosto de 2011

En julio de 2012, Abel presentó Sueño dorado, un CD+DVD que resume los 15 años de carrera del músico. Al año siguiente, recibió los premios Gardel a Álbum del año, Canción del año, Mejor álbum artista pop masculino y el mayor premio, el Gardel de Oro.
En 2013, lanzó un nuevo disco titulado Abel, y compuesto por 13 canciones. «Aquí te espero» fue el primer corte. Este mismo año, colaboró con la agrupación musical española La Oreja de Van Gogh. Luego colaboró con Axel en el álbum Tus ojos, mis ojos con el tema «Somos Uno»; y con India Martínez en su último disco, Dual, donde recopiló colaboraciones ya grabadas más otras nuevas, entre ellas la canción «Corazón Hambriento» .Por este álbum, se coronó como el artista más premiado de los Premios Gardel 2014, como Gardel de Oro, Mejor Álbum Pop, Producción del año, Álbum del año y Canción del año.
En noviembre de 2014, llenó su primer estadio de fútbol, el elegido fue el Estadio Único de la ciudad de La Plata.
El 2 de octubre de 2015, luego de hacer gira por el interior del país y el extranjero, editó Único, un CD+DVD, sumado a un breve documental contando en primera persona su carrera artística. En noviembre del mismo año, Abel invitó a sus seguidores a festejar 20 años de música brindando una serie de lo que primeramente serían 16 conciertos en el Teatro Ópera de la Ciudad de Buenos Aires.
El 16 y 17 de octubre de 2017, celebró sus 22 años de carrera con un show en el Estadio Antonio Vespucio Liberti (River), donde asistieron unas 40 mil personas. Abrió el concierto con un mensaje a sus fanes «Es difícil poder hablar porque la emoción es muy grande, es un regalo maravilloso de la vida el poder estar en este momento aquí, verlos a todos aquí, ver resumidos 22 años en un segundo».

## Vida personal
El 21 de octubre de 2020 nació su primer hijo, Agustín, en la ciudad de Resistencia, provincia de Chaco, ciudad natal de su esposa, Mora Calabrese.
El 23 de septiembre de 2021, contrajo matrimonio con Mora Calabrese en la Iglesia Nuestra Señora del Carmen de la ciudad de Cañuelas, provincia de Buenos Aires.
En septiembre de 2024, Abel anunció el nacimiento de su segundo hijo, una nena, a quien llamaron Rosario.
Abel ha declarado ser católico: «La fe es fundamental en mi vida, yo soy un religioso. Soy católico y fui bautizado por esa religión; adoro a la Virgen, adoro a las diferentes imágenes y santos...».

## Discografía
Para una lista completa de todas las canciones, ver Lista de canciones de Abel Pintos
| Álbumes de estudio - 1997: Para cantar he nacido - 1999: Todos los días un poco - 2001: Cosas del corazón - 2004: Sentidos - 2005: Reflejo real - 2007: La llave - 2010: Revolución - 2013: Abel - 2016: 11 - 2021: El amor en mi vida - 2023: Alta en el cielo | Álbumes en vivo - 2012: Sueño dorado - 2015: Único - 2018: La familia festeja fuerte |

## Premios y nominaciones
| Premio                | Año  | Categoría                                             | Nominado/trabajo                                        | Resultado | Ref.          |
| --------------------- | ---- | ----------------------------------------------------- | ------------------------------------------------------- | --------- | ------------- |
| Premios Carlos Gardel | 1999 | Artista revelación                                    | Para cantar he nacido                                   | Nominado  | [ 18 ]        |
| Premios Carlos Gardel | 2000 | Mejor artista masculino de folklore                   | Todos los días un poco                                  | Nominado  | [ 19 ]        |
| Premios Carlos Gardel | 2002 | Mejor artista masculino de folklore                   | Cosas del corazón                                       | Nominado  | [ 20 ]        |
| Premios Carlos Gardel | 2005 | Mejor álbum artista/grupo de folklore «nuevas formas» | Sentidos                                                | Ganador   | [ 21 ]        |
| Premios Carlos Gardel | 2006 | Mejor álbum artista/grupo de folklore «nuevas formas» | Reflejo real                                            | Ganador   | [ 22 ]        |
| Premios Carlos Gardel | 2008 | Mejor álbum folklore alternativo                      | La llave                                                | Ganador   | [ 23 ]        |
| Premios Carlos Gardel | 2011 | Mejor álbum artista masculino de folklore             | Revolución                                              | Ganador   | [ 24 ]        |
| Premios Carlos Gardel | 2011 | Mejor diseño de portada                               | Revolución                                              | Nominado  | [ 24 ]        |
| Premios Carlos Gardel | 2011 | Ingeniería de grabación                               | Revolución                                              | Nominado  | [ 24 ]        |
| Premios Carlos Gardel | 2011 | Producción del año                                    | Revolución                                              | Nominado  | [ 24 ]        |
| Premios Carlos Gardel | 2011 | Álbum del año                                         | Revolución                                              | Nominado  | [ 24 ]        |
| Premios Carlos Gardel | 2011 | Canción del año                                       | «Reevolución»                                           | Nominado  | [ 24 ]        |
| Premios Carlos Gardel | 2013 | Mejor álbum artista masculino pop                     | Sueño dorado                                            | Ganador   | [ 25 ] [ 26 ] |
| Premios Carlos Gardel | 2013 | Producción del año                                    | Sueño dorado                                            | Nominado  | [ 25 ] [ 26 ] |
| Premios Carlos Gardel | 2013 | Álbum del año                                         | Sueño dorado                                            | Ganador   | [ 25 ] [ 26 ] |
| Premios Carlos Gardel | 2013 | Mejor DVD                                             | Sueño dorado                                            | Nominado  | [ 25 ] [ 26 ] |
| Premios Carlos Gardel | 2013 | Canción del año                                       | «Sueño dorado»                                          | Ganador   | [ 25 ] [ 26 ] |
| Premios Carlos Gardel | 2014 | Mejor álbum artista masculino pop                     | Abel                                                    | Ganador   | [ 27 ]        |
| Premios Carlos Gardel | 2014 | Producción del año                                    | Abel                                                    | Ganador   | [ 27 ]        |
| Premios Carlos Gardel | 2014 | Álbum del año                                         | Abel                                                    | Ganador   | [ 27 ]        |
| Premios Carlos Gardel | 2014 | Canción del año                                       | «Aquí te espero»                                        | Ganador   | [ 27 ]        |
| Premios Carlos Gardel | 2016 | Mejor álbum artista masculino pop                     | Único                                                   | Ganador   | [ 28 ] [ 29 ] |
| Premios Carlos Gardel | 2016 | Producción del año                                    | Único                                                   | Ganador   | [ 28 ] [ 29 ] |
| Premios Carlos Gardel | 2016 | Mejor DVD                                             | Único                                                   | Nominado  | [ 28 ] [ 29 ] |
| Premios Carlos Gardel | 2017 | Mejor álbum artista masculino pop                     | 11                                                      | Ganador   | [ 30 ] [ 31 ] |
| Premios Carlos Gardel | 2017 | Mejor diseño de portada                               | 11                                                      | Nominado  | [ 30 ] [ 31 ] |
| Premios Carlos Gardel | 2017 | Producción del año                                    | 11                                                      | Nominado  | [ 30 ] [ 31 ] |
| Premios Carlos Gardel | 2017 | Ingeniería de grabación                               | 11                                                      | Nominado  | [ 30 ] [ 31 ] |
| Premios Carlos Gardel | 2017 | Álbum del año                                         | 11                                                      | Ganador   | [ 30 ] [ 31 ] |
| Premios Carlos Gardel | 2017 | Canción del año                                       | «Cómo te extraño»                                       | Ganador   | [ 30 ] [ 31 ] |
| Premios Carlos Gardel | 2017 | Mejor videoclip                                       | «Pájaro cantor»                                         | Nominado  | [ 30 ] [ 31 ] |
| Premios Carlos Gardel | 2019 | Mejor canción de dueto/colaboración                   | «Amor ausente» (con Eruca Sativa)                       | Ganador   | [ 32 ]        |
| Premios Carlos Gardel | 2019 | Mejor videoclip largo                                 | La familia festeja fuerte (En vivo Estadio River Plate) | Nominado  | [ 32 ]        |
| Premios Carlos Gardel | 2019 | Mejor álbum artista masculino pop                     | La familia festeja fuerte (En vivo Estadio River Plate) | Ganador   | [ 32 ]        |
| Premios Carlos Gardel | 2020 | Canción del año                                       | «Cien años»                                             | Nominado  | [ 33 ]        |
| Premios Carlos Gardel | 2020 | Mejor canción de dueto/colaboración                   | «Te estás enamorando de mi» (con Los Tipitos)           | Nominado  | [ 33 ]        |
| Premios Carlos Gardel | 2021 | Canción del año                                       | «Piedra libre»                                          | Nominado  | [ 34 ]        |
| Premios Carlos Gardel | 2022 | Álbum del año                                         | El amor en mi vida                                      | Nominado  | [ 35 ]        |
| Premios Carlos Gardel | 2022 | Ingeniería de grabación                               | El amor en mi vida                                      | Nominado  | [ 35 ]        |
| Premios Carlos Gardel | 2022 | Producción del año                                    | El amor en mi vida                                      | Nominado  | [ 35 ]        |
| Premios Carlos Gardel | 2022 | Mejor álbum artista pop                               | El amor en mi vida                                      | Ganador   | [ 35 ]        |
| Premios Carlos Gardel | 2022 | Canción del año                                       | «De mí, contigo» (con Camila)                           | Nominado  | [ 35 ]        |
| Premios Carlos Gardel | 2022 | Mejor canción pop                                     | «De mí, contigo» (con Camila)                           | Nominado  | [ 35 ]        |
| Premios Carlos Gardel | 2025 | Mejor colaboración                                    | «Es ahora» (con Luciano Pereyra)                        | Nominado  | [ 36 ]        |
| Premios Carlos Gardel | 2025 | Mejor canción de pop                                  | «Es ahora» (con Luciano Pereyra)                        | Nominado  | [ 36 ]        |

## Otros premios
- Premio Konex - Diploma al Mérito como uno de los 5 mejores cantantes solistas masculinos de pop - 2015
- Premio Consagración Festival de Cosquín, Argentina - 2008 [Escuchar el audio] https://web.archive.org/web/20100113105216/http://www.50cosquin.com/podcast/abel-a-capella-2008/
- Premio SADAIC “Francisco Canaro” Artista Revelación - 2007
- Intérprete de la canción ganadora del XLV Festival Internacional de la Canción de Viña del Mar, Chile - 2004
- Premio al Mejor Intérprete del XLV Festival Internacional de la Canción de Viña del Mar, Chile - 2004
- Premio Revelación en el Festival de Baradero, Argentina - 2002
- Premio Revelación en el Festival de Jesús María, Argentina - 2001
- Mención Especial de Sadaic en el Festival de Cosquín, Argentina - 1998
- Premio Revelación en el Festival de Cosquín, Argentina - 1998
- Padrino del "Primer Festival de la Música Popular" en San Justo-Santa Fe- Argentina (Se le hizo entrega de parte de la Subcomisión de Fútbol del Club Colón de San Justo de una plaqueta en reconocimiento por ser el padrino del Festival de la Música Popular, emocionado dijo “Me imagino viniendo dentro de 30 años al Festival de la Música Popular y tocando de nuevo sabiendo que soy el padrino”) - 2013